# Vòng loại Giải vô địch bóng đá nữ thế giới 2011
Tại vòng loại giải vô địch bóng đá nữ thế giới 2011, các đội tuyển bóng đá quốc gia và vùng lãnh thổ thuộc 6 liên đoàn châu lục sẽ tham dự vòng loại để chọn ra 15 đội vào vòng chung kết tới thi đấu tại Đức với đội chủ nhà. Châu Âu có 5,5 suất (tính cả chủ nhà), châu Á 3 suất, Bắc và Trung Mỹ 2,5 suất, châu Phi 2 suất, Nam Myc 2 suất và châu Đại Dương là 1 suất. Đội tuyển thứ 16 được xác định nhờ trận play-off giữa đội thứ ba Bắc/Trung Mỹ và đội thắng play-off tranh vé vớt của châu Âu.

## Phân bổ suất dự vòng chung kết
- Châu Âu (UEFA): 41 đội tranh 4,5 suất (không kể chủ nhà Đức); (đấu vé vớt với CONCACAF)
- Châu Phi (CAF): 2 suất (Giải vô địch bóng đá nữ châu Phi): đội vô địch & đội á quân
- Châu Á (AFC): 3 suất (Cúp bóng đá nữ châu Á): đội vô địch, đội á quân & đội hạng ba
- Châu Đại Dương (OFC): 1 suất (Giải vô địch bóng đá nữ châu Đại Dương): đội vô địch
- Bắc, Trung Mỹ & Caribe (CONCACAF): 2,5 suất (Cúp Vàng nữ CONCACAF): đội vô địch & đội á quân; (đấu vé vớt với UEFA)
- Nam Mỹ (COMMEBOL): 2 suất (Giải vô địch bóng đá nữ Nam Mỹ): đội vô địch & đội á quân

## Các đội giành quyền vào vòng chung kết
| Đội               | Tư cách                      | Ngày vượt qua        | Số lần tham dự | Số VCK liên tiếp | Thành tích tốt nhất    | Thứ hạng FIFA1 |
| ----------------- | ---------------------------- | -------------------- | -------------- | ---------------- | ---------------------- | -------------- |
| Đức               | Chủ nhà                      | 30 tháng 10 năm 2007 | 6              | 6                | Vô địch (2003, 2007)   | 2              |
| Na Uy             | Thắng play-off UEFA          | 15 tháng 9 năm 2010  | 6              | 6                | Vô địch (1995)         | 7              |
| Pháp              | Thắng play-off UEFA          | 15 tháng 9 năm 2010  | 2              | 1                | Vòng bảng (2003)       | 8              |
| Anh               | Thắng play-off UEFA          | 16 tháng 9 năm 2010  | 3              | 2                | Tứ kết (1995, 2007)    | 10             |
| Thụy Điển         | Thắng play-off UEFA          | 16 tháng 9 năm 2010  | 6              | 6                | Á quân (2003)          | 4              |
| Brasil            | Vô địch Nam Mỹ 2010          | 19 tháng 11 năm 2010 | 6              | 6                | Á quân (2007)          | 3              |
| Colombia          | Á quân Nam Mỹ 2010           | 19 tháng 11 năm 2010 | 1              | 1                | Chưa có                | 32             |
| New Zealand       | Vô địch châu Đại Dương 2010  | 8 tháng 10 năm 2010  | 3              | 2                | Vòng bảng (1991, 2007) | 23             |
| Nigeria           | Vô địch châu Phi 2010        | 11 tháng 11 năm 2010 | 6              | 6                | Tứ kết (1995)          | 27             |
| Guinea Xích Đạo   | Á quân châu Phi 2010         | 11 tháng 11 năm 2010 | 1              | 1                | Chưa có                | 62             |
| Canada            | Vô địch CONCACAF 2010        | 5 tháng 11 năm 2010  | 5              | 5                | Hạng tư (2003)         | 9              |
| México            | Á quân CONCACAF 2010         | 5 tháng 11 năm 2010  | 2              | 1                | Vòng bảng (1999)       | 22             |
| Úc                | Vô địch châu Á 2010          | 27 tháng 5 năm 2010  | 5              | 5                | Tứ kết (2007)          | 12             |
| CHDCND Triều Tiên | Á quân châu Á 2010           | 27 tháng 5 năm 2010  | 4              | 4                | Tứ kết (2007)          | 6              |
| Nhật Bản          | Hạng ba châu Á 2010          | 30 tháng 5 năm 2010  | 6              | 6                | Tứ kết (1995)          | 5              |
| Hoa Kỳ            | Thắng play-off UEFA-CONCACAF | 27 tháng 11 năm 2010 | 6              | 6                | Vô địch (1991, 1999)   | 1              |

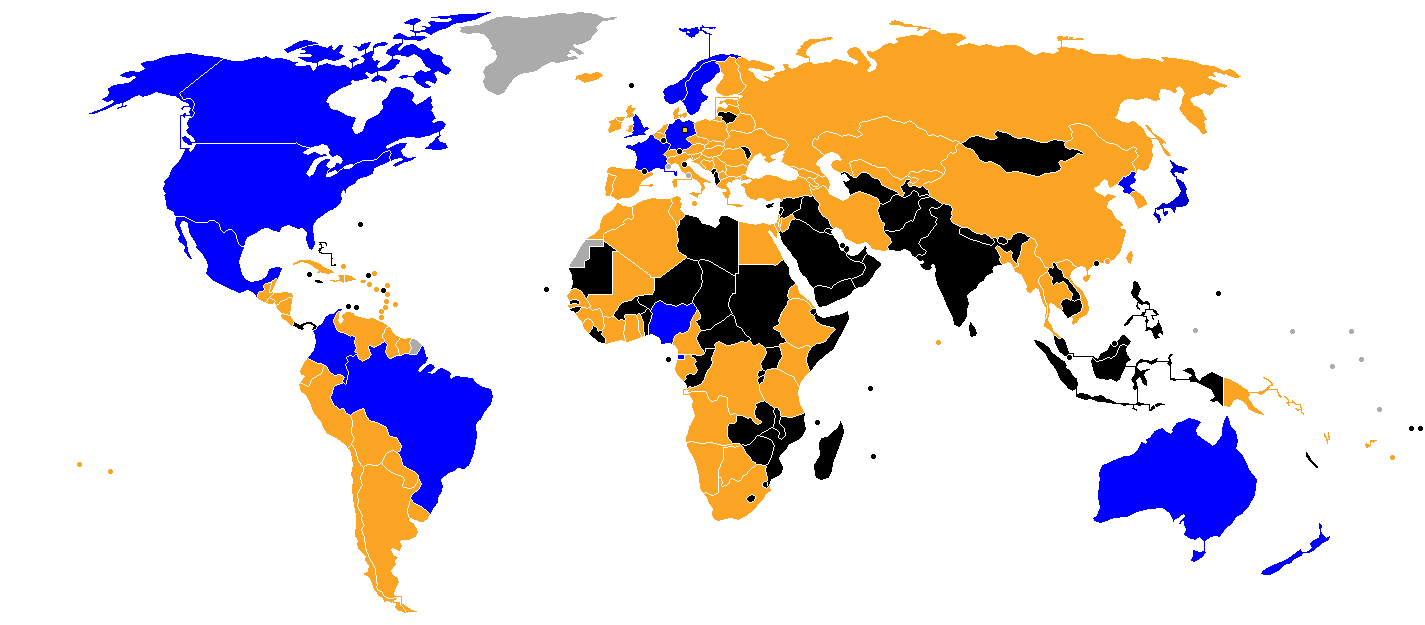
Quốc gia vượt qua vòng loại
Quốc gia không vượt qua vòng loại
Quốc gia không tham gia vòng loại
Quốc gia không phải thành viên FIFA

1.^ Thứ hạng tính tới ngày 18 tháng 3 năm 2011.

## Châu Phi
(24 đội tranh 2 suất)
Giải vô địch bóng đá nữ châu Phi đóng vai trò là giải đấu vòng loại World Cup. Giải dự kiến được tổ chức từ 31 tháng 10 tới 14 tháng 11 năm 2010 ở Nam Phi.
Tám đội tuyển sẽ tham dự vòng chung kết tại Nam Phi, trong đó vòng loại sẽ diễn ra theo thể thức loại trực tiếp hai lượt đi và về. Vòng sơ loại diễn ra vào tháng 3 năm 2010, các đội thắng sẽ tiến vào vòng loại thứ nhất, diễn ra vào tháng 5 và tháng 6 năm 2010. Bảy đội chiến thắng tại vòng này sẽ tới nam Phi dự vòng chung kết, nơi tám đội sẽ được chia thành hai bảng thi đấu vòng tròn. Hai đội nhất mỗi bảng sẽ lọt vào bán kết. Hai đội lọt vào chung kết sẽ tới Đức.

### Vòng chung kết
Vòng đấu loại trực tiếp
|  | Bán kết         | Bán kết         |               |        | Chung kết | Chung kết |
|  |                 |                 |               |        |           |           |
|  | 11 tháng 11     |                 |               |        |           |           |
|  |                 |                 |               |        |           |           |
|  | Nigeria         | 5               |               |        |           |           |
|  | Nigeria         | 5               | 14 tháng 11   |        |           |           |
|  | Cameroon        | 1               |               |        |           |           |
|  | Cameroon        | 1               | Nigeria       | 4      |           |           |
|  | 11 tháng 11     |                 | Nigeria       | 4      |           |           |
|  |                 | Guinea Xích Đạo | 2             |        |           |           |
|  | Guinea Xích Đạo | Guinea Xích Đạo | 2             | 3 (hp) |           |           |
|  | Guinea Xích Đạo |                 |               | 3 (hp) |           |           |
|  | Nam Phi         | 1               |               |        |           |           |
|  | Nam Phi         | 1               | Tranh hạng ba |        |           |           |
|  |                 |                 |               |        |           |           |
|  | 14 tháng 11     |                 |               |        |           |           |
|  |                 |                 |               |        |           |           |
|  | Cameroon        | 0               |               |        |           |           |
|  | Cameroon        | 0               |               |        |           |           |
|  | Nam Phi         | 2               |               |        |           |           |

## Châu Á
(17 đội tranh 3 suất)
Cúp bóng đá nữ châu Á 2010 đóng vai trò là vòng loại.
Năm đội tuyển mạnh nhất AFC gồm CHDCND Triều Tiên (đương kim vô địch châu Á), Hàn Quốc, Nhật Bản, Trung Quốc và Úc được vào thẳng vòng chung kết Cúp châu Á (tổ chức 19-30 tháng 5 năm 2010). Năm đội này sẽ cùng ba đội khác vượt qua vòng loại tham gia vòng chung kết.
Giải được tổ chức ở Thành Đô, Trung Quốc. Hai đội vào tới chung kết – Úc và Triều Tiên – cùng đội thắng trận tranh hạng ba – Nhật Bản – sẽ tới World Cup. Trung Quốc lần đầu tiên không vượt qua vòng loại World Cup.

### Vòng chung kết
Vòng đấu loại trực tiếp
|  | Bán kết           | Bán kết           |               |       | Chung kết | Chung kết |
|  |                   |                   |               |       |           |           |
|  |                   |                   |               |       |           |           |
|  |                   |                   |               |       |           |           |
|  | Nhật Bản          | 0                 |               |       |           |           |
|  | Nhật Bản          | 0                 |               |       |           |           |
|  | Úc                | 1                 |               |       |           |           |
|  | Úc                | 1                 | Úc            | 1 (5) |           |           |
|  |                   |                   | Úc            | 1 (5) |           |           |
|  |                   | CHDCND Triều Tiên | 1 (4)         |       |           |           |
|  | Trung Quốc        | CHDCND Triều Tiên | 1 (4)         | 0     |           |           |
|  | Trung Quốc        |                   |               | 0     |           |           |
|  | CHDCND Triều Tiên | 1(hp)             |               |       |           |           |
|  | CHDCND Triều Tiên | 1(hp)             | Tranh hạng ba |       |           |           |
|  |                   |                   |               |       |           |           |
|  |                   |                   |               |       |           |           |
|  |                   |                   |               |       |           |           |
|  | Nhật Bản          | 2                 |               |       |           |           |
|  | Nhật Bản          | 2                 |               |       |           |           |
|  | Trung Quốc        | 0                 |               |       |           |           |

## Châu Âu
(41 đội tranh 4 hoặc 5 suất, chủ nhà Đức được đặc cách vào vòng chung kết)
Bốn mươi mốt đội tuyển châu Âu được phân thành tám bảng đấu vào ngày 17/3/2009. Các bảng được diễn ra từ tháng 8 năm 2009 tới tháng 8 năm 2010. Các đội đầu bảng sẽ thi đấu loạt trận play-off hai lượt đi và về (diễn ra vào tháng 9 năm 2010), trong đó các đội vô địch sẽ giành quyền tới World Cup. Bốn đội thua thi đấu các trận play-off tranh vé vớt một tháng sau đó để tìm ra đội sẽ thi đấu play-off với đội thứ ba CONCACAF để đoạt lấy chiếc vé cuối cùng.
Đây là lần đầu tiên tất cả các đội của UEFA đều đủ điều kiện để vượt qua vòng loại. Trước đây chỉ các đội top đầu của châu Âu mới được thi đấu vòng loại.

### Play-off của các đội đầu bảng
| Đội 1     | TTS | Đội 2    | Lượt đi | Lượt về |
| --------- | --- | -------- | ------- | ------- |
| Pháp      | 3–2 | Ý        | 0–0     | 3–2     |
| Anh       | 5–2 | Thụy Sĩ  | 2–0     | 3–2     |
| Ukraina   | 0–3 | Na Uy    | 0–1     | 0–2     |
| Thụy Điển | 4–3 | Đan Mạch | 2–1     | 2–2     |

### Play-off tranh vé vớt
Ý giành quyền thi đấu trận playoff UEFA-CONCACAF.
|  | Tranh vé vớt I | Tranh vé vớt I | Tranh vé vớt I | Tranh vé vớt I | Tranh vé vớt I |   |   | Tranh vé vớt II | Tranh vé vớt II | Tranh vé vớt II | Tranh vé vớt II | Tranh vé vớt II |
|  |                |                |                |                |                |   |   |                 |                 |                 |                 |                 |
|  | Ukraina        | Ukraina        | 0              | 0              | 0              |   |   |                 |                 |                 |                 |                 |
|  | Ý              | Ý              | 3              | 0              | 3              |   |   |                 |                 |                 |                 |                 |
|  |                |                |                |                |                |   | Ý | Ý               | 1               | 4               | 5               |                 |
|  |                | Thụy Sĩ        | Thụy Sĩ        | 0              | 2              | 2 |   |                 |                 |                 |                 |                 |
|  | Đan Mạch       | Đan Mạch       | 1              | 0              | 1              |   |   |                 |                 |                 |                 |                 |
|  | Thụy Sĩ        | Thụy Sĩ        | 3              | 0              | 3              |   |   |                 |                 |                 |                 |                 |

## Bắc, Trung Mỹ và Caribe
(26 đội tranh 2 hoặc 3 suất)
Cúp vàng nữ CONCACAF đóng vai trò là vòng loại. Hoa Kỳ, Canada và México được đặc cách vào vòng chung kết, trong khi đó ba đội khu vực Caribe và hai từ khu vực Trung Mỹ sẽ giành quyền vào vòng chung kết sau khi vượt qua vòng loại tại khu vực tương ứng. Hai đội lọt vào chung kết sẽ giành quyền tới World Cup 2011. Đội đúng thứ ba sẽ gặp đội đứng thứ năm của UEFA trong trận playoff liên lục địa. Giải diễn ra tại Cancún, México từ 28/10 tới 8/11/2010.
Vòng đấu loại trực tiếp
|  | Bán kết    | Bán kết |               |   | Chung kết | Chung kết |
|  |            |         |               |   |           |           |
|  | 5 tháng 11 |         |               |   |           |           |
|  |            |         |               |   |           |           |
|  | Canada     | 4       |               |   |           |           |
|  | Canada     | 4       | 8 tháng 11    |   |           |           |
|  | Costa Rica | 0       |               |   |           |           |
|  | Costa Rica | 0       | Canada        | 1 |           |           |
|  | 5 tháng 11 |         | Canada        | 1 |           |           |
|  |            | México  | 0             |   |           |           |
|  | Hoa Kỳ     | México  | 0             | 1 |           |           |
|  | Hoa Kỳ     |         |               | 1 |           |           |
|  | México     | 2       |               |   |           |           |
|  | México     | 2       | Tranh hạng ba |   |           |           |
|  |            |         |               |   |           |           |
|  | 8 tháng 11 |         |               |   |           |           |
|  |            |         |               |   |           |           |
|  | Costa Rica | 0       |               |   |           |           |
|  | Costa Rica | 0       |               |   |           |           |
|  | Hoa Kỳ     | 3       |               |   |           |           |

## Châu Đại Dương
(8 đội tranh 1 suất)
Giải vô địch bóng đá nữ châu Đại Dương đóng vai trò là vòng loại. Giải được tổ chức ở Auckland, New Zealand từ 29/9 tới 8/10/2010.
Đội vô địch New Zealand giành quyền vào vòng chung kết Giải vô địch thế giới.

### Vòng chung kết
Vòng đấu loại trực tiếp
|  | Bán kết          | Bán kết          |               |    | Chung kết | Chung kết |
|  |                  |                  |               |    |           |           |
|  | 6 tháng 10       |                  |               |    |           |           |
|  |                  |                  |               |    |           |           |
|  | New Zealand      | 8                |               |    |           |           |
|  | New Zealand      | 8                | 8 tháng 10    |    |           |           |
|  | Quần đảo Solomon | 0                |               |    |           |           |
|  | Quần đảo Solomon | 0                | New Zealand   | 11 |           |           |
|  | 6 tháng 10       |                  | New Zealand   | 11 |           |           |
|  |                  | Papua New Guinea | 0             |    |           |           |
|  | Papua New Guinea | Papua New Guinea | 0             | 1  |           |           |
|  | Papua New Guinea |                  |               | 1  |           |           |
|  | Quần đảo Cook    | 0                |               |    |           |           |
|  | Quần đảo Cook    | 0                | Tranh hạng ba |    |           |           |
|  |                  |                  |               |    |           |           |
|  | 8 tháng 10       |                  |               |    |           |           |
|  |                  |                  |               |    |           |           |
|  | Quần đảo Solomon | 0                |               |    |           |           |
|  | Quần đảo Solomon | 0                |               |    |           |           |
|  | Quần đảo Cook    | 2                |               |    |           |           |

## Nam Mỹ
(10 đội tranh 2 suất)
Giải vô địch bóng đá nữ Nam Mỹ là giải đấu vòng loại, diễn ra từ 4 tới 21 tháng 11 năm 2010 tại Ecuador.

### Vị trí chung cuộc
| Giai đoạn hai · \| Đội \| Trận \| Điểm \| \| --------- \| ---- \| ---- \| \| Brasil \| 3 \| 9 \| \| Colombia \| 3 \| 4 \| \| Chile \| 3 \| 2 \| \| Argentina \| 3 \| 1 \| |      |      |
| Đội | Trận | Điểm |
| Brasil | 3    | 9    |
| Colombia | 3    | 4    |
| Chile | 3    | 2    |
| Argentina | 3    | 1    |

## Play-off UEFA-CONCACAF
Đội thắng trận tranh giải ba Gold Cup 2010 của khu vực CONCACAF sẽ đá play-off với đội thắng loạt play-off tranh vé vớt của châu Âu.
Các trận đấu diễn ra vào ngày 20 và 27 tháng 11 năm 2010, với lịch thi đấu được thông báo từ trụ sở FIFA ở Zürich vào ngày 17/3/2010.
| Đội 1 | TTS | Đội 2  | Lượt đi | Lượt về |
| ----- | --- | ------ | ------- | ------- |
| Ý     | 0–2 | Hoa Kỳ | 0–1     | 0–1     |